# Il gran sole di Hiroscima
Il gran sole di Hiroscima (Sadako will leben, "Sadako vuole vivere") è un romanzo del 1961 di Karl Bruckner.
Questo libro fu pubblicato per la prima volta nel 1961, vinse il Premio dello Stato Austriaco, il Premio letterario della Città di Vienna e la Lista d'onore Andersen ed è stato tradotto in più di trenta lingue.
L'autore descrive la storia di Sadako e Shigeo, bambini giapponesi sopravvissuti al bombardamento atomico di Hiroshima.

## Trama
Il 6 agosto 1945, una bomba atomica viene sganciata su Hiroshima, una delle più importanti città giapponesi. Shigeo e Sadako Sasaki, fratello e sorella rispettivamente di 10 e 4 anni, miracolosamente sopravvivono all'esplosione, poiché al momento dell'impatto si trovano nella zona esterna della città. Anche i loro genitori si salvano: loro padre è un soldato e si trova fortunosamente fuori città, mentre la madre sopravvive all'esplosione. Tuttavia la casa dove vivevano crolla. La famiglia si riunisce e va a vivere in una baracca; per guadagnarsi da vivere, i signori Sasaki vendono tutti i loro averi al mercato nero. In seguito il padre riesce ad aprire una piccola bottega da barbiere. Sadako racconta spesso di aver sentito, durante l'esplosione, un grande calore in tutto il corpo, ma la sua famiglia crede si tratti dei postumi del trauma da lei subito.
Dieci anni dopo Sadako, ormai adolescente, partecipa a un torneo ciclistico, durante il quale accusa un malore e viene portata in ospedale; le analisi mostrano che, nonostante gli anni trascorsi, le radiazioni della bomba atomica le hanno causato una forma terminale di leucemia, a causa della quale le restano pochi mesi di vita. I genitori e Shigeo sono disperati, ma d'accordo coi dottori decidono di nascondere a Sadako la verità: per rasserenarla le dicono che, secondo una leggenda giapponese, se riuscirà a confezionare mille orizuru (origami a forma di gru), potrà esprimere un desiderio e guarire. Da quel momento in poi, Sadako trascorrerà la sua degenza ritagliando e piegando le gru.
Sadako fa conoscenza con Shigetomo, un ragazzo affetto dalla sua stessa malattia, e ne diventa amica: la serenità contagiosa della ragazzina sembra far bene anche a lui, ma tre mesi dopo egli muore, proprio mentre Sadako arriva a confezionare la novecentesima gru. Nonostante il dolore per questa perdita, Sadako rimane molto determinata e continua a produrre origami. 
Nell'estate del 1955, ormai debilitata nel fisico, Sadako arriva a confezionare la novecentonovantesima gru; tuttavia iniziano a mancarle le forze, e i dottori capiscono che di lì a poco morirà. La ragazzina, ormai in coma, sogna di confezionare altre nove gru, ma prima che possa portare a termine il lavoro, muore serenamente, con un gran sorriso sul volto.

## Edizioni italiane
- Il gran sole di Hiroscima, illustrazioni di L. Squillantini, copertina di G. Sansoni, Firenze, Bemporad-Marzocco, 1964.
- Il gran sole di Hiroscima, collana Supergru, Firenze, Giunti Junior, 2000, ISBN 88-09-01503-7.
- Il gran sole di Hiroscima, collana Capolavori contemporanei, Firenze, Giunti Editore, 2005, ISBN 88-09-03339-6.
- Il gran sole di Hiroscima, Ghibli, 2015, ISBN 978-88-6801-086-7.